# Radhanath Sikdar

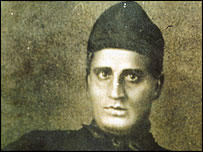
Radhanath Sikdar

Radhanath Sikdar (Bengaals:রাধানাথ শিকদার, 1813 - 17 mei 1870) was een Indiase wiskundige die onder meer de berekeningen uitvoerde waarmee werd aangetoond dat Mount Everest de hoogste berg op aarde is.

## In dienst bij George Everest
Sikdar werd in 1831 op voorspraak van een docent in dienst genomen bij de Great Trigonometrical Survey door George Everest, hoofd van dit project en van de Survey of India (cartografische dienst). In de functie van "computor" hield Sikdar zich bezig met het uitvoeren van berekeningen naar aanleiding van waarnemingen in het veld. Naast uitvoeren van de bestaande geodetische rekenmethodes moet hij er zelf ook een paar bedacht hebben. Sikdar was met name zeer bekwaam in het berekenen van de effecten van lichtbreking door de atmosfeer, waardoor waarnemingen konden worden afgebogen.

## Mount Everest
Na twintig jaar in deze functie werd Sikdar in 1851 als "Chief Computor" overgeplaatst naar een vestiging in Calcutta. Daar voerde hij berekeningen uit aan waarnemingen die in de Himalaya waren verricht. Omdat de regering van Nepal medewerking aan het project weigerde, moesten bergtoppen soms wel van 200 km afstand gemeten worden. Sikdars kwaliteiten op het gebied van lichtbreking kwamen hierbij goed van pas. In 1852 berekende hij de hoogte van wat Piek XV werd genoemd op 29.002 voet (8840 m). Andrew Scott Waugh, die Everest in 1843 had opgevolgd, liet meerdere controlemetingen en herberekeningen uitvoeren, maar die leverden geen afwijkende resultaten op. In 1856 rapporteerde Waugh aan de Royal Geographical Society dat het was aangetoond dat Piek XV de hoogste berg op aarde was. Waugh noemde de berg Mount Everest, naar zijn voorganger.

## Naderhand
Sikdar verliet de Survey in 1862 om docent wiskunde te worden aan een private hogeschool. Hij overleed in 1870 in Gondalpara, een dorp ten noorden van Calcutta.

## Trivia
In 2004 eerde de Indiase post Sikdar samen met Nain Singh op postzegels ter herinnering aan de Great Trigonometrical Survey.